# 2195 Тенгстрьом
2195 Тенгстрьом (2195 Tengström) — астероїд головного поясу, відкритий 27 вересня 1941 року.
Тіссеранів параметр щодо Юпітера — 3,637.